# Río Isère
El Isère (pronunciado [i.zɛʁ]) es un río del sureste de Francia. Afluente importante de la ribera izquierda del Ródano, nace en el macizo de los Alpes, en Saboya, en el parque nacional de la Vanoise, en la comuna de Val d'Isère, en el glaciar de los manantiales del Isère, a los pies de la Grande Aiguille Rousse. Fluye hacia el Ródano, a pocos kilómetros al norte de Valence.
Su nombre se integra con el de varias comunidades locales (por ejemplo, Sainte-Hélène-sur-Isère y Romans-sur-Isère). También da su nombre al departamento de Isère.
El río desemboca en el Ródano tras un curso de 290 kilómetros. Cruza en sentido estricto tres departamentos: Saboya, Isère y Drôme. En términos generales, su cuenca también se refiere a Altos Alpes (el Drac), la Alta Saboya (por Arly) y Ardeche (en la confluencia en el Ródano), por no mencionar el hecho de que su fuente está a pocos metros de la frontera franco-italiana y de la región de Piamonte. Su cuenca comprende 11.800 km² y pasa por Grenoble.

## Toponimia
El nombre Isere está atestiguado en la forma Isara en la antigüedad.
Es una palabra originalmente no celta pero probablemente integrada por los antiguos celtas, cuyo significado es "el impetuoso, el rápido". Se relaciona con el indoeuropeo *isərós "impetuoso, vivo, vigoroso", cercano al sánscrito isiráh, del mismo sentido. Probablemente se basa en una raíz indoeuropea reconstruida *eis(ə) (y no *es ) que no está atestiguado en la isla Celtas.
La palabra Isara se encuentra en muchos otros nombres de ríos, tanto en la antigua Galia como en los países vecinos. Reconocemos a Isara, por ejemplo, en el nombre del río Isar que riega Múnich en Baviera y el pequeño río franco-belga Yser, o en el antiguo nombre del Oise, Isara (el adjetivo isarien ha sobrevivido en francés para calificar lo que se relaciona con Oise). En países no celtas, también encontramos Isara, río de Veneto, Eisra y Istrà en Lituania, Jizera en la República Checa.

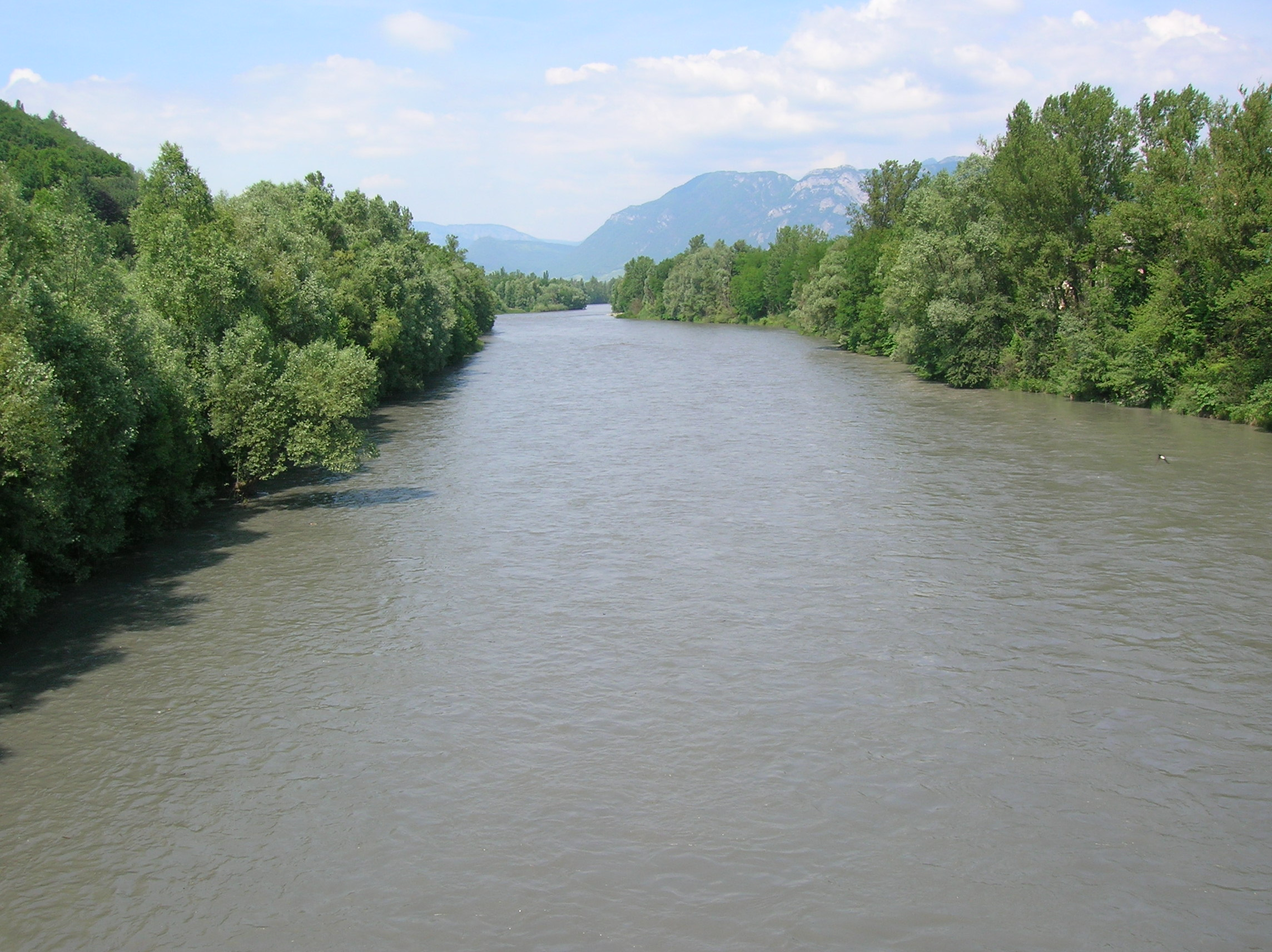
Vista del río Isère a su paso por Pontcharra.

## Geografía

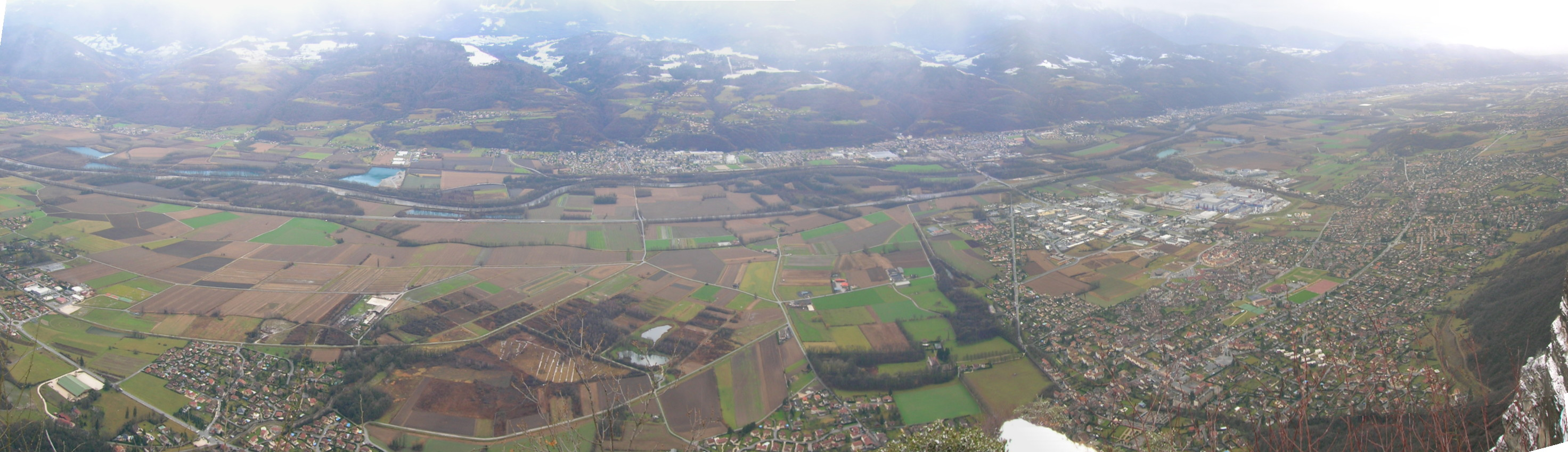
El valle de Grésivaudan, por donde pasa el Isère, desde el macizo de la Chartreuse.

El recorrido del Isère, 286 km de longitud, ofrece muchos paisajes variados. Nace en el glaciar de las fuentes de Isère en el macizo de los Alpes occidentales cerca de la frontera italiana, cruza Saboya y Tarentaise, pasa entre los macizos de la macizo de la Chartreuse y de cadena de Belledonne, a lo largo de las montañas del Vercors, cruza la provincia de Delfinado y se une al Ródano, al pie de Vivarés.

## Tributarios principales
- Doron de Bozel (ri [nota 1]), 38,7 km
  - Doron de Champagny (rd), 15.9 km
  - Doron des Allues (ri), 20.9 km
  - Doron de Belleville (ri), 28.6 km
- Morel (ri), 11.5 km
- Arly (rd), 34,5 km
  - Doron de Beaufort (ri), a 24.1 km
- Arc (ri), 127,5 km
- Drac (ri), 130,3 km
  - Séveraisse (rd), 32.9 km
  - Souloise (ri), a 25.6 km
  - Bonne (rd), 40,1 km
  - Ébron (ri), 32,1 km
  - Romanche (rd), 78.4 km
  - Gresse (ri), 34.6 km
- Vence (rd), 17,2 km
- Morge (rd), 27,2 km
  - Fure , 25,3 km , a través del canal de Morge
- Bourne (ri), 43,1 km
  - Vernaison (ri), 32 km
- Furon (ri), 21.4 km
- Gelon (ri), 31.3 km
- Bréda (ri), 32 km
- Herbasse (rd), 40 km

## Nota
1. ↑  rd para ribera derecha y ri para ribera izquierda